# Куртішоара (комуна)
Куртішоара (рум. Curtișoara) — комуна у повіті Олт в Румунії. До складу комуни входять такі села (дані про населення за 2002 рік):
- Добротінет (1310 осіб)
- Куртішоара (1347 осіб)
- Лінія-дін-Вале (581 особа)
- П'єтрішу (517 осіб)
- Проаспець (632 особи)
- Райціу (258 осіб)

Комуна розташована на відстані 140 км на захід від Бухареста, 7 км на північ від Слатіни, 45 км на північний схід від Крайови.

## Населення
За даними перепису населення 2002 року у комуні проживали 4645 осіб.
Національний склад населення комуни:
| Національність | Кількість осіб | Відсоток |
| -------------- | -------------- | -------- |
| румуни         | 4643           | > 99,9%  |
| угорці         | 2              | < 0,1%   |

Рідною мовою назвали:
| Мова      | Кількість осіб | Відсоток |
| --------- | -------------- | -------- |
| румунська | 4642           | 99,9%    |
| угорська  | 2              | < 0,1%   |
| російська | 1              | < 0,1%   |

Склад населення комуни за віросповіданням:
| Релігія                                       | Кількість осіб | Відсоток |
| --------------------------------------------- | -------------- | -------- |
| православні                                   | 4492           | 96,7%    |
| адвентисти                                    | 141            | 3,0%     |
| римо-католики                                 | 9              | 0,2%     |
| лютерани                                      | 2              | < 0,1%   |
| лютерани (Синодально-пресвітеріанська церква) | 1              | < 0,1%   |